# Felicia Langer

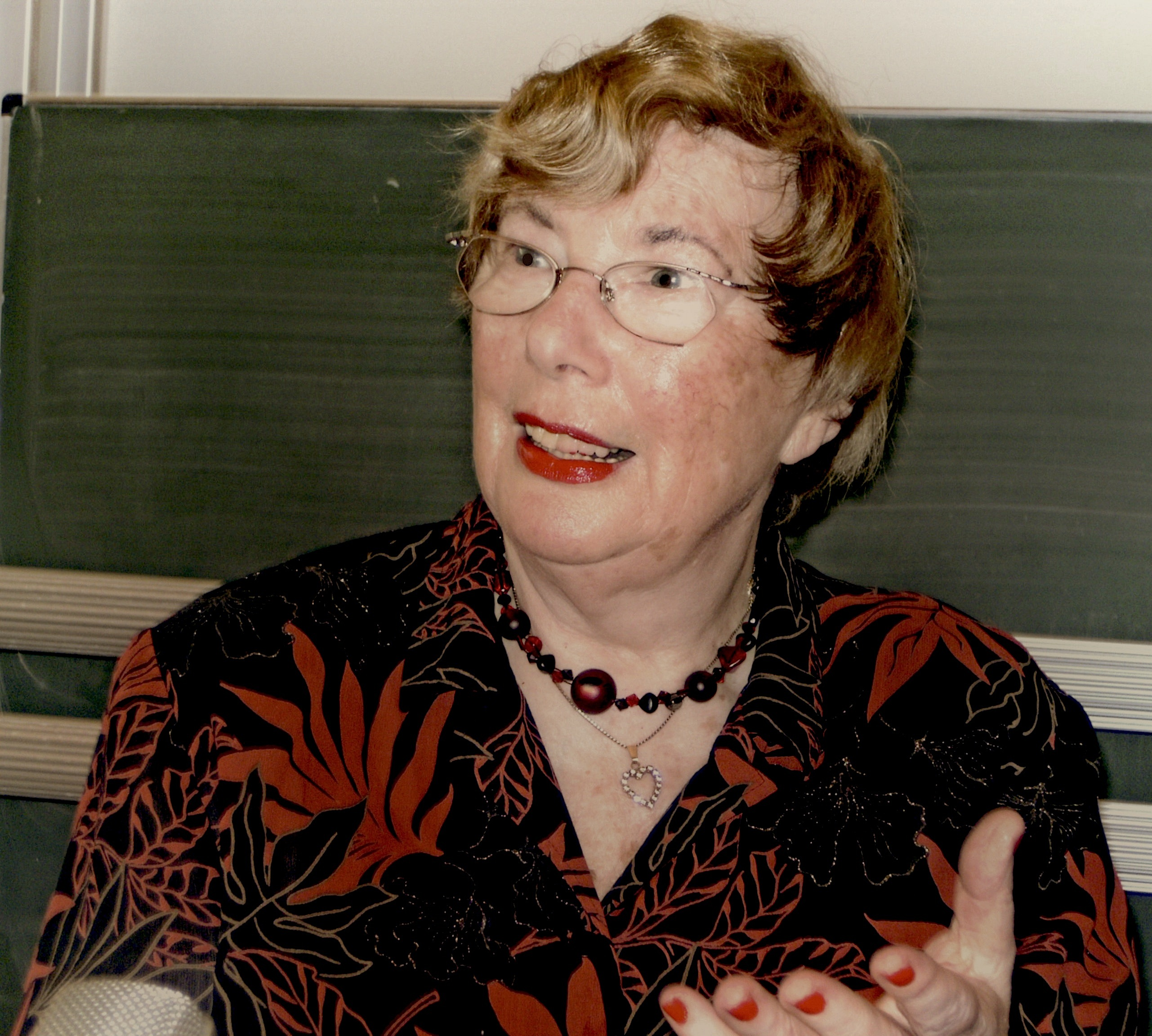
Felicia Langer (2008)

Felicia-Amalia Langer, geborene Weit (geboren am 9. Dezember 1930 in Tarnów, Polen; gestorben am 22. Juni 2018 in Eningen unter Achalm), war eine deutsch-israelische Rechtsanwältin und Menschenrechtsaktivistin, Autorin und Trägerin des Right Livelihood Awards („Alternativer Nobelpreis“). Im Juli 2009 erhielt sie das Bundesverdienstkreuz 1. Klasse. Im Januar 2012 wurde sie in Berlin mit dem Palästinensischen Orden für besondere Verdienste vom Präsidenten der Palästinensischen Autonomiebehörde Mahmud Abbas ausgezeichnet. Sie war 23 Jahre lang als Rechtsanwältin in Israel tätig und verteidigte als erste israelische Anwältin Palästinenser aus den von Israel besetzten Gebieten vor israelischen Militärgerichten. Sie war zudem Vizepräsidentin der israelischen Liga für Menschenrechte und gehörte dem Zentralkomitee der Rakach-Partei an.

## Leben

### Polen, Sowjetunion (1930–1949)
Felicia-Amalia Langer wurde 1930 als Jüdin im polnischen Tarnów geboren. 1939 floh ihre Familie vor der deutschen Invasion beim Überfall auf Polen in die Sowjetunion. Andere Verwandte wurden von den Nationalsozialisten ermordet. Ihr Vater wurde in der Sowjetunion unter Josef Stalin inhaftiert und starb an den Folgen seiner Haft.
1949 heiratete sie in Breslau Mieczysław Langer (Mieciu, in Israel Moshe), der als einziges Mitglied seiner Familie die nationalsozialistische Judenverfolgung überlebt hatte.

### Israel (1950–1989)
1950 wanderte das Ehepaar Langer nach Israel aus. 1953 wurde ihr gemeinsamer Sohn geboren. 1959 begann Felicia Langer, an der Hebräischen Universität Jerusalem Rechtswissenschaften zu studieren. 1965 wurde sie als Anwältin zugelassen und eröffnete eine eigene Kanzlei. Seit dem Sechstagekrieg 1967, den sie als Wendepunkt in ihrem Leben sah, engagierte sich Langer politisch. Sie verteidigte als erste israelische Anwältin Palästinenser aus den von Israel besetzten Gebieten vor israelischen Militärgerichten.
In 23 Jahren Anwaltstätigkeit hätte sie nur selten Fälle gewonnen, so Jackson Diehl von der Washington Post. 1977 entzog das israelische Verteidigungsministerium ihr die Lizenz zum Verteidigen von Palästinensern vor israelischen Gerichten in besonderen Fällen. Sie durfte unter anderem keine Kriegsdienstverweigerer unter israelischen Soldaten mehr vertreten und konnte jederzeit wegen Sicherheitsbedenken von Verfahren ausgeschlossen werden. Felicia Langer selbst sagte, dass ihr die „Lizenz“ im Falle von Kriegsdienstverweigerern oder in besonderen Fällen („aus Sicherheitsgründen“) entzogen wurde, nicht aber die Lizenz vor Militärgerichten. 1979 verteidigte sie erfolgreich den Bürgermeister von Nablus, Bassam Shaka. Er wurde der Anstiftung zum Terrorismus angeklagt und sollte ausgewiesen werden. Das Oberste Gericht Israels hob die Ausweisung auf.
Felicia Langer war Vizepräsidentin der Israelischen Liga für Menschenrechte und schloss sich der binationalen, antizionistischen und pro-palästinensischen Neuen Kommunistischen Liste (Rakach) an, deren Zentralkomitee sie angehörte. Nach einem internen Richtungsstreit trat sie 1990 aus der Partei aus, schloss ihre Anwaltskanzlei und zog mit ihrem Ehemann nach Deutschland.

### Deutschland (1990–2018)
Felicia Langer ließ sich 1990 in der baden-württembergischen Universitätsstadt Tübingen nieder, wo bereits ihr Sohn Michael Chaim Langer als Schauspieler beim Landestheater Tübingen (LTT) und Mitbegründer des Klezmer-Ensembles Jontef eine gewisse Bekanntheit im kulturellen Bereich erlangt hatte. Im Jahr 2008 nahm sie auch die deutsche Staatsangehörigkeit an. Sie erhielt Lehraufträge an den Universitäten Bremen und Kassel. Sie wurde Schirmherrin des Vereins Flüchtlingskinder im Libanon, der palästinensische Flüchtlingsfamilien unterstützt. Seit März 2009 unterstützte sie das Russell-Tribunal zu Palästina.
Felicia Langer hatte ihren Lebensmittelpunkt bis zuletzt in Tübingen. Im Juni 2018 starb sie in einem Hospiz in Eningen unter Achalm friedlich und im Kreise ihrer nächsten Angehörigen.

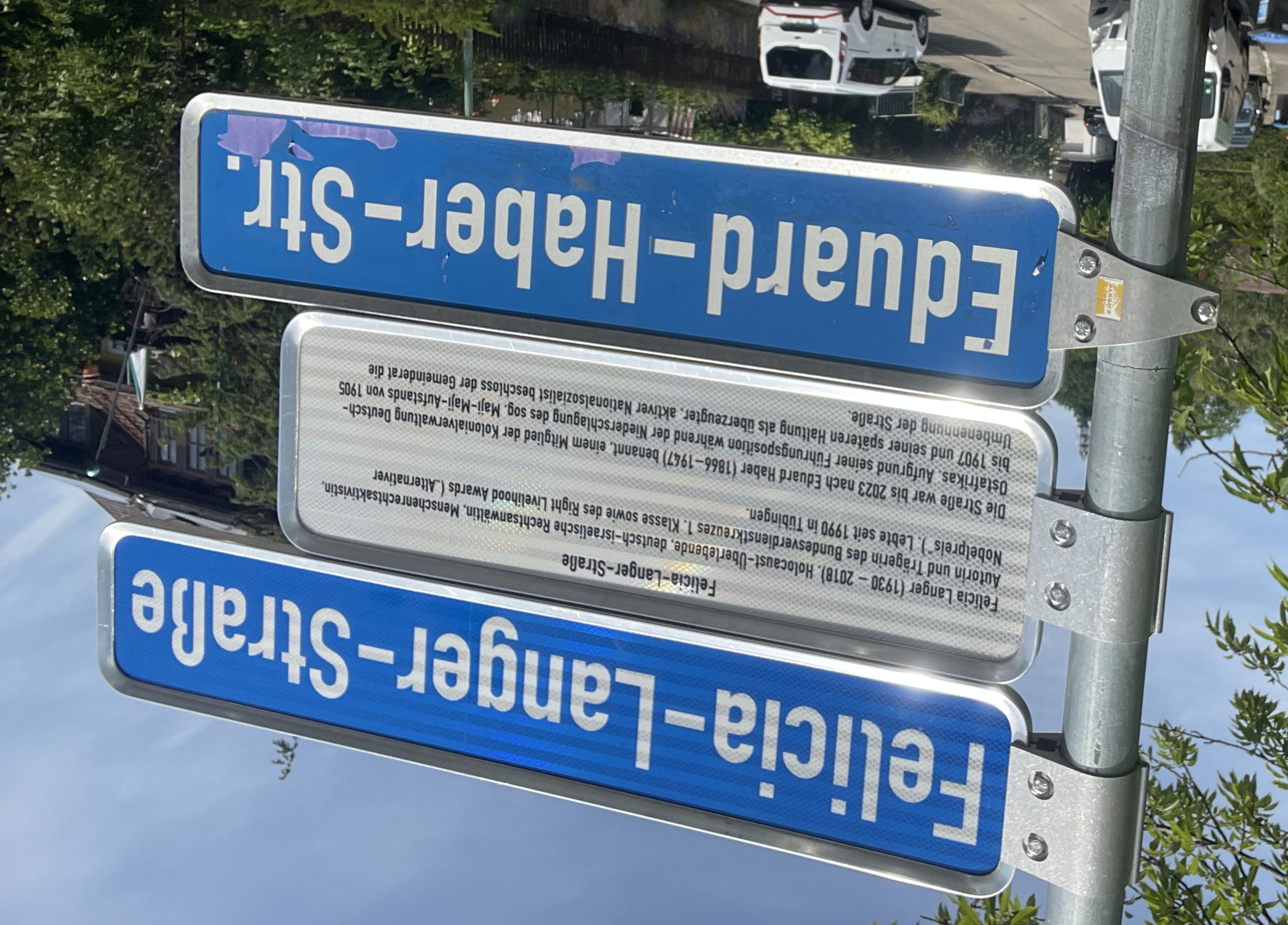
Foto der Straßenschilder mit altem und neuem Straßennamen in der Übergangszeit

Am 18. Dezember 2023 beschloss der Tübinger Gemeinderat auf Grundlage der Empfehlung einer wissenschaftlichen Kommission, die vormalige Eduard-Haber-Straße in Felicia-Langer-Straße umzubenennen. Die Umsetzung erfolgte am 14. Juni 2024.

## Politische Haltung
Felicia Langer kritisierte in ihren Schriften, Vorträgen und Interviews Israels Politik in den besetzten palästinensischen Gebieten. Israel habe so viele Siedlungen bauen lassen, dass dies einer Annexion gleichkomme. Der Siedlungsbau untergrabe die Möglichkeit einer Zwei-Staaten-Lösung. Langer forderte den vollständigen bedingungslosen Abzug Israels aus den 1967 eroberten Gebieten und ein Rückkehrrecht für jeden Nachkommen der palästinensischen Flüchtlinge, ebenso wie Israel allen Juden ein Recht auf Einwanderung nach Israel gewähre. 1990 erhielt Langer den Right Livelihood Award für ihren Einsatz für die Rechte der Palästinenser.
Felicia Langer bezeichnete Israel mehrfach als „Apartheidstaat“. 2002 erklärte sie, die palästinensischen Terroranschläge seien zwar nicht zu rechtfertigen, doch habe die israelische Politik ihnen „den Weg geebnet“. Sie gab in diesem Zusammenhang dem stellvertretenden Bundesvorsitzenden der FDP, Jürgen Möllemann, recht, der die gezielten Tötungen palästinensischer Terrorverdächtiger durch israelische Sicherheitskräfte „Staatsterror“ genannt hatte. 2003 schrieb sie ein unterstützendes Vorwort zu einem Buch von Jamal Karsli. 2005 erhielt sie den Erich-Mühsam-Preis für ihren „ausdauernden Einsatz für die Menschenrechte des Palästinensischen Volkes“. 2007 bezeichnete sie erneut das „israelische Regime“ in den besetzten Palästinensergebieten als „Apartheid der Gegenwart“.
Den Vorwurf der Nürnberger Nachrichten von 2009, israelische Militäreinrichtungen mit „Konzentrationslagern“ verglichen zu haben, wies sie auf ihrer Internetseite zurück.

## Kontroverse um das Bundesverdienstkreuz
Der damalige deutsche Bundespräsident Horst Köhler verlieh Felicia Langer am 16. Juli 2009 das Bundesverdienstkreuz 1. Klasse als Anerkennung für ihr Lebenswerk. Staatssekretär Hubert Wicker überreichte es ihr in der Villa Reitzenstein, dem Amtssitz des baden-württembergischen Ministerpräsidenten Günther Oettinger. In seiner Laudatio würdigte er Langers Engagement „für Frieden und Gerechtigkeit sowie für die Wahrung der Menschenrechte“, ihren Einsatz für hilfsbedürftige Personen ohne Ansehen von deren Nationalität oder Religion, unabhängig von ihrer persönlichen politischen, weltanschaulichen oder religiösen Motivation, und erinnerte an ihre Kindheit und Jugend, die von Leid, Krieg, Verfolgung und Flucht geprägt gewesen sei. Viele ihrer Familienmitglieder seien in Konzentrationslagern gestorben.
Die Publizistin Evelyn Hecht-Galinski hatte diese Auszeichnung angeregt, Tübingens Oberbürgermeister Boris Palmer hatte sie unterstützt. Die von Oettinger geführte Landesregierung von Baden-Württemberg hatte seinen Vorschlag übernommen und dabei alle im üblichen Ordensverfahren beteiligten Stellen einschließlich des Auswärtigen Amtes einbezogen.
Der Vorgang führte zu Kritik u. a. von Seiten des Zentralrats der Juden in Deutschland, des American Jewish Committee, einiger jüdischer Gemeinden und der Deutsch-Israelischen Gesellschaft (DIG). Henryk Broder vermutete, Köhler habe die Entscheidung in Unkenntnis der „israelfeindlichen Aussagen“ Langers getroffen.
Der Vizepräsident des Zentralrats der Juden, Dieter Graumann, vertrat die Ansicht, Deutschland habe damit jemanden ausgezeichnet, der „professionell, chronisch und obsessiv“ eine Dämonisierung Israels betreibe.
Arno Lustiger, Ralph Giordano und Arno Hamburger kündigten die Rückgabe ihrer Bundesverdienstkreuze an, wenn Langers Ehrung nicht rückgängig gemacht würde. Sie habe Israels Palästinenserpolitik mit dem Holocaust verglichen und sei eine langjährige „Feindin Israels“ mit „verheerender Wirkung“ für, so Giordano, ein in Deutschland verbreitetes Bedürfnis, „sich vom eigenen Schulddruck durch Kritik an Israel zu entlasten.“
Langer erwiderte, dass sie die israelische Außenpolitik gegenüber den Palästinensern nicht mit dem Holocaust verglichen, sondern als Apartheidspolitik bezeichnet habe. Hamburger gab seine Auszeichnungen zurück, während Giordano seine Ankündigung zurücknahm, jedoch seine Kritik an Langer aufrechterhielt.
Motke Shomrat, ein israelischer Reiseführer, der für sein Eintreten für die Versöhnung von Israelis und Deutschen ein Bundesverdienstkreuz erhalten hatte, gab dieses am 24. Juli 2009 zurück, weil Langer israelfeindlichen Aussagen des iranischen Präsidenten Ahmadinedschad zugestimmt habe, was Felicia Langer zurückwies. Ein Sprecher des israelischen Außenministeriums kritisierte die Verleihung des Bundesverdienstkreuzes und meinte, Langer habe beständig jene Kräfte unterstützt, die Gewalt, Tod und Extremismus beförderten.
Der Pädagoge Micha Brumlik kritisierte Langers Auftreten, Argumentation und Wortwahl als zu einseitig und Langers angedeuteten Vergleich zwischen israelischer Besatzungspolitik und dem Holocaust als absurd. Nur Israel für die Situation im Nahen Osten verantwortlich zu machen, schätzte er als antisemitisches Argumentationsmuster ein. Dennoch habe sie das Bundesverdienstkreuz „eventuell in der Sache verdient“, weil sie darauf aufmerksam gemacht habe, dass die Menschenrechte der arabischen Bevölkerung des von Israel besetzten Westjordanlands ständig verletzt würden.
Boris Palmer und Baden-Württembergs Landesregierung verteidigten die Verleihung: Sie habe der Lebensleistung, nicht der Ideologie Langers gegolten. Langer selbst bezeichnete die Kritik an ihrer Ehrung am 23. Juli 2009 als „Verleumdungskampagne“, die Kritik an Israel unterdrücken solle, und lehnte es ab, das Bundesverdienstkreuz zurückzugeben. Sie zeigte sich überzeugt, für das israelische Volk, nicht allein für die Palästinenser Gutes zu tun, indem sie auf Fehler Israels hinweise. In einem offenen Brief vom 31. Juli 2009 kritisierte Ellen Rohlfs „die fragwürdige Gruppe der Herren, die Rechtsanwältin Felicia Langer verleumden und diffamieren, nachdem sie zu Recht das Bundesverdienstkreuz Erster Klasse erhalten hat.“

## Schriften
- Die Zeit der Steine. Aus dem Hebräischen. Lamuv, Göttingen 1989, ISBN 3-88977-379-6.
- Zorn und Hoffnung. Aus dem Hebräischen. Lamuv, Göttingen 1991, ISBN 3-88977-440-7.
- Brücke der Träume. Eine Israelin geht nach Deutschland. Aus dem Hebräischen. Lamuv, Göttingen 1994, ISBN 3-88977-385-0.
- Wo Hass keine Grenzen kennt: eine Anklageschrift. Aus dem Hebräischen und aus dem Englischen. Lamuv, Göttingen 1995, ISBN 3-88977-397-4.
- «Laßt uns wie Menschen leben!» Schein und Wirklichkeit in Palästina. Aus dem Hebräischen und aus dem Englischen. Lamuv, Göttingen 1999, ISBN 3-88977-538-1.
- Miecius später Bericht: eine Jugend zwischen Getto und Theresienstadt. Aus dem Hebräischen. Lamuv, Göttingen 1999, ISBN 3-88977-539-X.
- Quo vadis, Israel? Die neue Intifada der Palästinenser. Aus dem Englischen. Lamuv, Göttingen 2001, ISBN 3-88977-615-9.
- Brandherd Nahost. Oder: Die geduldete Heuchelei. Aus dem Englischen. Lamuv, Göttingen 2004, ISBN 3-88977-644-2.
- Die Frau, die niemals schweigt. Stationen eines Lebens. Lamuv, Göttingen 2005, ISBN 3-88977-664-7.
- Vorwort (zu Norman Finkelsteins "Antisemitismus als politische Waffe"). Piper, München 2006, ISBN 3-492-04861-7
- Die Entrechtung der Palästinenser. 40 Jahre israelische Besatzung. Aus dem Englischen. Lamuv, Göttingen 2006, ISBN 3-88977-680-9.
- Um Hoffnung kämpfen. Lamuv, Göttingen 2008, ISBN 3-88977-688-4.
- Mit Leib und Seele – Autobiographische Notizen. Zambon-Verlag, Frankfurt am Main 2012, ISBN 978-3-88975-201-7.
- Bis zum letzten Atemzug. COSMICS Verlag, Neu-Isenburg 2017, ISBN 978-3-9817922-9-4.

## Auszeichnungen
- 1988: Hans-Litten-Preis der Vereinigung Demokratischer Juristinnen und Juristen[10]
- 1990: Right Livelihood Award (bekannter unter der Bezeichnung Alternativer Nobelpreis)[18]
- 1990: Ehrenbürgerin der Stadt Nazareth[9]
- 1991: Bruno-Kreisky-Preis für Verdienste um die Menschenrechte[41]
- 1998: Wahl zu den 50 bedeutendsten Frauen der israelischen Gesellschaft (israelische Zeitschrift You)[9]
- 2005: Erich-Mühsam-Preis der Erich-Mühsam-Gesellschaft[42]
- 2006: „Menschenrechtspreis“ des Vereins Gesellschaft zum Schutz von Bürgerrecht und Menschenwürde[43]
- 2009: Bundesverdienstkreuz 1. Klasse
- 2012: Palästinensischer Orden für besondere Verdienste